# 楼炤
楼炤（1088年—1160年），字仲晖，宋朝婺州永康县（今浙江省永康市）人，宋高宗时参知政事。

## 生平
宋徽宗政和五年（1115年）进士，调任大名府户曹，改任西京国子博士，淮宁府司仪曹事。依附蔡京，得改秩为尚书考功员外郎。宋高宗绍兴二年（1132年）秦桧罢相，楼炤被人劾罢。绍兴六年（1136年）召为左司员外郎，转任殿中侍御史。次年，迁起居郎，上疏请求仿汉唐故事，以宰相领盐铁转运使、或者判度支、判户部。以秘阁修撰知温州，历任中书舍人，转任给事中、直学士院。绍兴九年（1139年），兼侍读，转任端明殿学士、签书枢密院事，至东京开封府检视宫室，奉命往陕西，妄自尊大，因为好货财而失将士之心。回朝后，请求奉养父母到明州。绍兴十四年（1144年）宋高宗诏以资政殿学士知绍兴府，再任签书枢密院事兼权参知政事，被李文曾、詹大方弹劾，奉祠。之后知宣州，改任广州，未至而死，谥号襄靖。

## 延伸阅读
[在维基数据编辑]
 《宋史·卷380》，出自脱脱《宋史》